# Hideez Group
Hideez Group — американська компанія з офісом розробки в Україні, що виробляє бездротові багатофункціональні електронні пристрої класу "security key".
У 2018 році компанія розробила гаманець для криптовалют Hideez Wallet.

## Історія
Компанія була заснована у 2015 році Олегом Науменком та колегами по роботі в PocketBook Денисом Залізняком і Андрієм Коньковим. 
Ідея продукту з'явилася із власної потреби засновників вводити паролі багато разів в день, а також внаслідок проблеми крадіжки грошей з банківської картки, злому облікового запису в соціальній мережі.
Метою компанії було розробити безпечний гаджет для зберігання паролів.
Схематика електронної плати, корпус, прошивка, програмне забезпечення під Android, Windows, iOS і MacOS були зроблені в Україні. На це пішло приблизно $ 70 000, які були вкладенням засновників. Виробництво було зосереджено в Китаї.
У грудні 2016 року в проєкт інвестували $ 325 000 Concorde Capital, UUI Ventures і бізнесмен Володимир Щупак.
У 2016 році в рамках конкурсу стартапів Vernadsky Challenge — Hideez зайняли друге місце та приз глядацьких симпатій.
У січні 2017 року Українська асоціація венчурного та приватного капіталу (UVCA) в Києві запросила вісім технологічних стартапів з України для виставки своєї продукції в спеціальній зоні UaTech Expo Zone на виставці CES в Лас-Вегасі, штат Невада. На виставці компанія представила другу версію пристрою.
Компанія взяла участь у програмі стажування Міністерства торгівлі США в США з квітня по травень 2017 року. Восени 2017 року Hideez була прийнята у 90-денний акселератор у сфері кібербезпеки Mach37 у Вірджинії. Mach37 є проєктом Віргінського Центру інноваційних технологій (CIT). CIT надав офісні приміщення Hideez у м. Рестон, Вірджинія.
У грудні 2017 року Softprom by ERC підписала дистриб'юторську угоду з Hideez. Відповідно до договору, Softprom by ERC отримала право дистрибуції і просування пристроїв Hideez Key на території країн СНД, включаючи Росію, а також в Угорщині, Польщі, Румунії, Словаччини та Чехії.
З 27 лютого 2017 року гаджет надійшов у продаж на Amazon Launchpad. Його можна купити в Німеччині, Франції, США, Великій Британії.
У квітні 2022 року Hideez Key спільно з Yubico, компанією-виробником пристроїв для аутентифікації без пароля, почали співпрацю з Державною службою спеціального зв'язку та захисту інформації України задля розробки рішення, яке забезпечить державні установи України кіберзахистом від атак російських хакерів. 5 квітня українська влада сертифікувала використання фізичних ключів безпеки в державних і військових установах України від Hideez Key, які забезпечують додатковий рівень безпеки.

#### Плани
Розробники Hideez працюють над Hideez Key 2.0. Гаджет буде представлений у вигляді капсули. Hideez Key 2.0 буде виконаний за нормативами IP67: пило-, волого-, ударостійким. Буде вбудований датчик зняття.

## Продукти

### Hideez Key
У 2016 році компанія випустила на ринок Hideez Key — бездротовий цифровий ключ, універсальний ідентифікатор і зберігач паролів для мобільних пристроїв, RFID-керованих дверей, цифрового підпису, комп'ютерних програм і вебсервісів, генератор одноразових паролів.
Властивості Hideez Key:
- Менеджер паролів: збереження до 1000 паролів.[20]
- Цифровий підпис, платежі та криптовалюта.
- Відкриття дверей: обладнано модулем RFID.
- Пульт дистанційного управління.
- Кнопка тривоги.
- «Антивор».
- Біометрична автентифікація.[17]

- Стандартна батарейка cr2032, тримає заряд до пів року[21].

- Версія для Android, Windows (8.1 і більше)[22][23].

У березні 2017 року на London Wearable Technology Show компанія представила The Hideez 2. Технологія Hideez Key офіційно сертифікована FIDO Alliance. Співпрацюючи з Державною службою спеціального зв'язку та захисту інформації України сервер аутентифікації Hideez підтримує смарт-карти, аутентифікацію FIDO та YubiKeys.

### Hideez Wallet
У лютому 2018 року компанія представила перший український гаманець для криптовалюти Hideez Wallet. Він створений на базі вже розробленого пристрою — «розумного брелка» Hideez Key. Hideez Wallet — це бездротовий пристрій, який може працювати з настільними і мобільними комп'ютерами. Для підписання транзакцій працює технологія Invisible Pin.
У кінці 2019 року інвестиційна група ICU, що вийшла на український венчурний ринок, заявила на Ukraine Week в Лондоні, що однією із перших інвестицій стане компанія Hideez.
У 2019 році продукти компанії Hideez були повністю інтегровані з програмним забезпеченням компанії CyberArk — світовим лідером в області безпеки привілейованого доступу.